# Регламенти про органічне виробництво
Регламенти про органічне виробництво — нормативно-правові акти Європейського Союзу, які встановлюють правила щодо виробництва органічних продуктів сільського господарства та тваринництва та їх маркування. У ЄС органічне виробництво та органічні продукти більш відомі як екологічні або біологічні.
Положення регламенту випливає з керівних принципів Міжнародної федерації рухів за органічне сільське господарство (IFOAM), яка є асоціацією близько 800 організацій-членів у 119 країнах.

## Історія
Регулювання органічного землеробства та маркування походить з 1991 року, починаючи з Регламенту (ЄЕС) № 2092/91 від 24 червня 1991 року.
У 1999 році він був доповнений Регламентом (ЄС) № 1804/1999, який регулює розведення, маркування та перевірку найбільш актуальних видів тварин (тобто великої рогатої худоби, овець, кіз, коней і птиці). Ця угода охоплює такі питання, як харчові продукти, профілактика захворювань і ветеринарне лікування, добробут тварин, господарська практика та управління гноєм. Генетично модифіковані організми (ГМО) і продукти, отримані з ГМО, чітко виключені з методів органічного виробництва.
Регламент № 834/2007 замінив 2092/91 у 2007 році. Регламент № 889/2008 доповнить розведення видів тварин, а Регламент № 1235/2008 також регулює імпорт екологічно вирощеної сільськогосподарської продукції з третіх країн.
Станом на січень 2022 р. органічне виробництво регулюється Регламентом (ЄС) № 2018/848 від 30 травня 2018 р.

## Органічні продукти харчування логотип

Сертифікований ЄС органічний харчовий логотип.

У липні 2010 року було обрано новий логотип для маркування органічної сертифікації, щоб замінити попередні національні етикетки для використання органічних продуктів харчування, які відповідають критеріям екологічного регламенту ЄС. Регламент також зазначає, що термін біологічний або екологічний може використовуватися для продуктів у ЄС, якщо продукт складається щонайменше на 95 % з інгредієнтів з регульованих ЄС органічних продуктів харчування.